# Lasza Gogitadze
Lasza Gogitadze (gruz. ლაშა გოგიტიძე ; ur. 4 czerwca 1987) – gruziński zapaśnik walczący w stylu klasycznym. Olimpijczyk z Pekinu 2008, gdzie zajął dziewiąte miejsce w kategorii 55 kg.
Siedemnasty na mistrzostwach świata w 2010. Piąty na mistrzostwach Europy w 2009 i 2010. Piąty w Pucharze Świata w 2010 i ósmy w 2008. Trzeci na MŚ juniorów w 2006 roku.